# Musterentwurf eines einheitlichen Polizeigesetzes
Als Musterentwurf eines einheitlichen Polizeigesetzes (MEPolG), auch Musterpolizeigesetz, wird der Entwurf eines in allen Bundesländern einheitlich geregelten Polizeirechts bezeichnet, der von der Ständigen Konferenz der Innenminister und -senatoren des Bundes und der Länder erstmals am 25. November 1977 beschlossen wurde. Er diente als Grundlage für entsprechende Gesetzesinitiativen in den Landesparlamenten.

## Historische Entwicklung
Art. 9 Abs. 2 der Weimarer Reichsverfassung von 1919 erlaubte dem Reich, bei Vorliegen eines Bedürfnisses für eine einheitliche Regelung das grundsätzlich landesrechtliche Polizeiwesen zu „verreichlichen“, d. h. durch Reichsgesetz zu regeln. Davon wurde aber erst unter dem NS-Regime Gebrauch gemacht, so dass die Polizei, soweit sie präventiv tätig wurde, zunächst Ländersache blieb. Am 1. April 1935 wurden die Landespolizeieinheiten dann durch das Reich übernommen und seit Mitte 1936 mit der Berufung Heinrich Himmlers in das eigens geschaffene Amt des „Reichsführers SS und Chefs der Deutschen Polizei“ ideologisch in die NSDAP eingebunden. Nach dem Zweiten Weltkrieg stellten die alliierte Besatzungsmächte die Länderhoheit über das Polizeiwesen wieder her. Die Gesetzgebungs- und Verwaltungskompetenz für das allgemeine Polizei- und Ordnungsrecht fällt nach Art. 30 und Art. 70 des Grundgesetzes von 1949 allein in den Kompetenzbereich der Länder.
Zwischen 1950 und 1970 wurden in den einzelnen Bundesländern Polizeigesetze erlassen, die sich meist am Preußischen Polizeiverwaltungsgesetz orientierten und die klassischen Elemente des rechtsstaatlichen Polizeirechts enthielten wie eine Generalermächtigung, die Störer-Verantwortlichkeit, den Verhältnismäßigkeitsgrundsatz und eine spezifische Entschädigung bei polizeilichen Maßnahmen. Einige Länder hielten am preußischen Einheitsmodell der Gefahrenabwehr nur durch die Polizei fest, während andere eine institutionelle Trennung zwischen Polizei- und Ordnungsbehörden durchführten.
Wegen der organisatorischen und materiellen Abweichungen der einzelnen Polizeigesetze und veranlasst durch die bereits Ende der 1960er Jahre beginnenden studentischen Demonstrationen und Bürgerproteste, den einsetzenden Terrorismus der RAF und das Anwachsen der Kriminalität in den heutigen Erscheinungsformen der organisierten Kriminalität beschloss die IMK 1974 die Vereinheitlichung der Polizeigesetze. Dies führte zu einem unter Leitung des Polizeirechtsspezialisten Henning Tegtmeyer tagenden Arbeitskreis II „Innere Sicherheit“ der Ständigen Konferenz der Innenminister der Länder und dem im Juni 1976 beschlossenen „Musterentwurf eines einheitlichen Polizeigesetzes des Bundes und der Länder“, der nach einem „Alternativentwurf“, der Beschränkungen der Befugnisse bei der Identitätsfeststellung und beim Schusswaffengebrauch vorsah, im November 1977 in einer überarbeiteten Fassung beschlossen und in Landesrecht umgesetzt wurde.
Nach dem Volkszählungsurteil des Bundesverfassungsgerichts im Jahre 1983 und der Entwicklung des Rechts auf informationelle Selbstbestimmung legte die IMK am 12. März 1986 einen Vorentwurf zur Änderung des MEPolG (VE MEPolG) vor, in dem die Datenerhebung und -verarbeitung auf eine klare gesetzliche Grundlagen gestellt werden sollte. Auch diese Veränderungen wurden weitgehend in den Bundesländern umgesetzt.
Das MEPolG war auch Orientierungshilfe für das Polizeirecht der neuen Bundesländer, da die Deutsche Volkspolizei ab 1949 als einheitliche, dem Innenministerium der DDR unterstehende staatliche Polizei weitergeführt worden war. Das am 13. September 1990 von der Volkskammer beschlossene Polizeigesetz nach westlichem Muster wurde ab 1991 durch Landespolizeigesetze abgelöst.

## Inhalt
Der Musterentwurf ist kein geltendes Recht, sondern ein rechtspolitisches Planungsinstrument der IMK für eine Harmonisierung der landespolizeilichen Befugnisse.
Er ist in sechs Abschnitte gegliedert:
1. Zuständigkeiten, Aufgaben der Polizei und die Polizeipflicht, §§ 1–7
2. die allgemeinen (polizeiliche Generalklausel) und besonderen Befugnisse (Standardmaßnahmen) der Polizei, §§ 8–24
3. Regelungen über die Vollzugshilfe, §§ 25–27
4. das polizeiliche Verwaltungszwangsverfahren
5. die polizeirechtliche Sekundärebene über den Schadensausgleich im Fall der Inanspruchnahme von Notstandspflichtigen und bei rechtswidrigen Maßnahmen, §§ 45–51
6. Schlussbestimmungen.

## Rechtspolitische Diskussion
Im Juni 2017 beauftragte die IMK auf ihrer 206. Sitzung den AK II, zur Erarbeitung eines Musterpolizeigesetzes eine länderoffene Arbeitsgruppe unter Beteiligung des Bundesinnenministeriums einzurichten. Mit dem Entwurf sollen Handlungsempfehlungen im Zusammenhang mit islamistischem Terror wie dem Fall Anis Amri erarbeitet werden, insbesondere im bundesländerübergreifenden Agieren, was eine Parallele zu den Entwürfen der 1970er Jahre aufweist, die aufgrund der Bedrohung durch die RAF entstanden.
Der Koalitionsvertrag für die 19. Legislaturperiode sieht in Umsetzung dieses Beschlusses die Erarbeitung eines gemeinsamen Musterpolizeigesetzes vor. Man wolle keine Zonen unterschiedlicher Sicherheit in Deutschland.
Nach Ansicht von Kurt Graulich liegt mit dem BKAG in der Fassung des Gesetzes zur Neustrukturierung des Bundeskriminalamtgesetzes vom 1. Juni 2017 dieser neue „Musterentwurf für ein einheitliches Polizeigesetz“ bereits vor.
Ob sich das bayerische Polizeiaufgabengesetz in der Fassung des Gesetzes zur Neuordnung des bayerischen Polizeirechts (PAG-Neuordnungsgesetz) vom 18. Mai 2018 nach einem Gutachten der Wissenschaftlichen Dienste des Deutschen Bundestages als bundesweites Vorbild eignet, ist umstritten.